# Czeszme-je Biglar
Czeszme-je Biglar (perski: چشمه بيگلر) – wieś w Iranie, w ostanie Kermanszah. W 2006 roku miejscowość liczyła 43 mieszkańców w 9 rodzinach.